# China Brain Project
O China Brain Project (Projeto chinês do cérebro) é um projeto voltado para a pesquisa das bases neurais da função cognitiva. Foi aprovado pelo Congresso Nacional do Povo Chinês em março de 2016 como parte do 13º Plano Quinquenal (2016–2020); é um dos quatro programas-piloto do programa Innovation of Science and Technology Forward 2030. Metas adicionais incluem melhorar o diagnóstico e a prevenção de doenças cerebrais e impulsionar projetos de tecnologia da informação e inteligência artificial inspirados no cérebro. O China Brain Project prioriza a IA inspirada no cérebro em detrimento de outras abordagens.
O China Brain Project cobre tanto a pesquisa básica sobre os mecanismos neurais subjacentes à cognição quanto a pesquisa translacional para o diagnóstico e intervenção de doenças cerebrais, bem como para a tecnologia de inteligência inspirada no cérebro.